# Leonardo Botallo

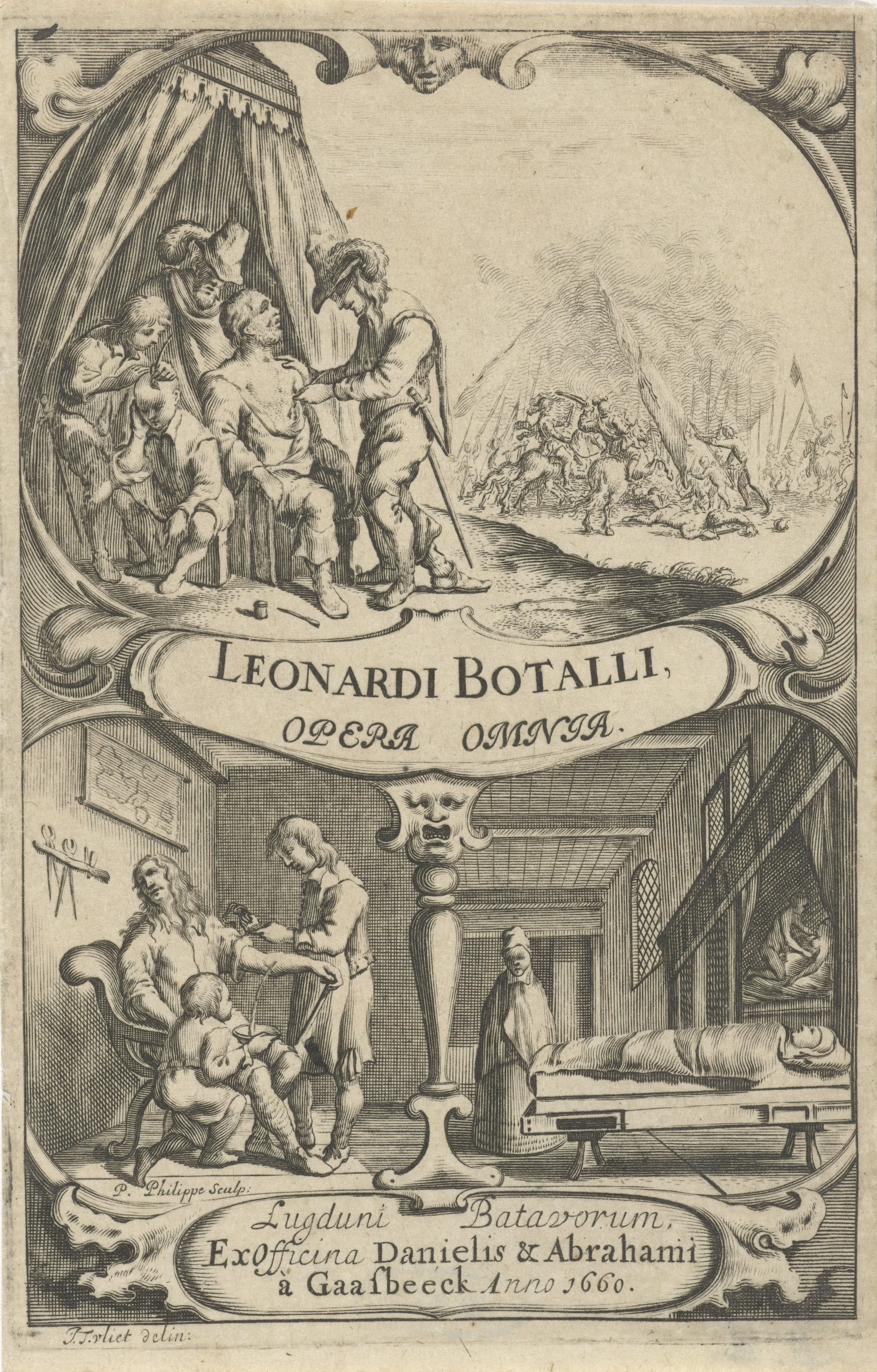
Leonardo Botallo, Opera omnia medica & chirurgica, Leiden, Daniel är Abraham van Gaasbeeck, 1660.

Leonardo Botallo (eller Botalli), född 1530 i Asti, död 1591, var en italiensk läkare och anatom, som 1561-85 tjänstgjorde som livmedikus åt Karl IX och Henrik III.
Botallo bragte åderlåtningen på modet i Frankrike såsom förment hjälpmedel mot allehanda sjukdomar, och hans bok De curatione per sanguinis missionem (1577) fick i detta hänseende stor betydelse. 
Han försökte sig även på trepanation och gjorde förtjänstfulla rön i avseende på skottsår, vilka han i olikhet med sina föregångare behandlade såsom krossår och ej som förgiftade sår (De curandis vulneribus sclopetorum, 1560; flera upplagor). 
Man har tillskrivit Botallo upptäckten (1562) av botalliska gången hos fostret och jämväl efter honom uppkallat botalliska hålet, vilket sistnämnda emellertid förut omnämnts av Galenos och Vesalius.

## Verk
- De curandis vulneribus sclopettorum (1560)
- De catarrho commentarius (1564)